# Fresneda de Cuéllar
Fresneda de Cuéllar é um município da Espanha na província de Segóvia, comunidade autónoma de Castela e Leão, de área 11,52 km² com população de 201 habitantes (2004) e densidade populacional de 19,27 hab/km².

## Demografia
| Variação demográfica do município entre 1991 e 2004 | Variação demográfica do município entre 1991 e 2004 | Variação demográfica do município entre 1991 e 2004 | Variação demográfica do município entre 1991 e 2004 |
| --------------------------------------------------- | --------------------------------------------------- | --------------------------------------------------- | --------------------------------------------------- |
| 1991                                                | 1996                                                | 2001                                                | 2004                                                |
| 274                                                 | 260                                                 | 237                                                 | 222                                                 |